# Возвращение в «А»
«Возвращение в „А“» — полнометражный художественный фильм, снятый продюсерским центром «Байтерек» и студией PS TVС Егора Кончаловского на базе Киностудии «Казахфильм» им. Ш. Айманова. Номинант Казахстана в категории «Лучший неанглоязычный фильм» на 84-й премии «Оскар». Первый казахстанский фильм в 3D-формате.

## Сюжет
Группа молодых российских телевизионщиков и казахстанских кинематографов собирается в поездку из Алма-Аты в Афганистан для съемок документального кино «По дорогам Александра Македонского». Молодой парень любящий одну представительницу из группы — Динару (Карлыгаш Мухамеджанова), рассказывает своему отцу (Сейдулла Молдаханов) о планах его будущей невесты. Он убеждает отца, как ветерана Афганской войны — Марата Аюмова поехать с группой в Афганистан проводником. Отец соглашается на поездку. У отца есть своя тайная цель посетить Афганистан. Он хорошо владеет дари, знаком с обычаями, традициями и афганскими «законами». На войне он потерял ногу в ходе боевых действий.
Параллельно повествуется о событиях происходящих в начале 80-х. На территории Среднеазиатского Военного округа идёт подготовка офицерского состава для спецподразделений, которому предстоит действовать на территории Афганистана. Подготовка ведётся под руководством командира отряда по прозвищу «Кара-Майор» (Арман Асенов). Молодой Марат Аюмов (Берик Айтжанов) заводит дружеские отношения с Андреем Островским (Денис Никифоров). Молодые офицеры в ходе усиленной подготовки находятся на казарменном положении. Во время одной из увольнительных Аюмов и Островский знакомятся с девушками, одна из которых, Сауле (Жанель Бейсекожаева) соглашается выйти замуж за Андрея. Но свадьба отложена до возвращения Андрея из Афганистана. Как оберег-талисман Сауле отдаёт одну свою серёжку Андрею.
Из Алма-Аты группа телевизионщиков и кинематографов вылетает самолётом в Душанбе. Поездкой руководит продюсер (Фархат Абдраимов). По прибытии в Душанбе выясняется что на выделенную сумму приобрести комфортабельный микроавтобус для дальней поездки нереально. Аюмов берёт у продюсера незначительную сумму с обещанием решить проблему с транспортом. Через некоторое время он представляет группе старый микроавтобус УАЗ-452 с предварительно импровизированным в автомастерской люком в полу. Съёмочная группа отправляется в таджико-афганское приграничье. На пограничной заставе группа встречается с бывшим сослуживцем Аюмова — полковником таджикских погранвойск Тютиным (Сергей Векслер). Тютин договаривается с афганскими пограничниками о пропуске съёмочной группы на территорию Афганистана. Напоследок Тютин на всякий случай передаёт Аюмову пистолет ПБ.
В ходе боевых действий в 80-х — Островский и Аюмов спасают полковника-лётчика (Гоша Куценко) с разбившегося в горах самолёта МиГ-27. К месту падения стекаются местные жители. Лётчик смертельно ранит сына местного авторитетного жителя и толпа афганцев не желает его отдавать спецназовцам. Аюмов избивает лётчика на глазах афганцев и обещает что его обязательно будут судить в СССР. Афганцы позволяют забрать лётчика.

Командир отряда «Кара-Майор» отдаёт боевой приказ Аюмову и Островскому о скрытном наблюдении за полевым командиром, который собирается доставить партию ПЗРК Стингер из Пакистана. В ходе наблюдения разведчики обнаруживают себя и принимают неравный бой. Островский тяжелораненным попадает в плен и гибнет. Аюмова с перебитой ногой подбирает местный житель — пастух (Нурулло Абдулло), отрезает ему перебитую ногу, выхаживает и передаёт советским войскам. Островский считается без вести пропавшим.
Председатель военно-врачебной комиссии (Андрей Смоляков) отказывает Аюмову в дальнейшей строевой службе по причине инвалидности. Аюмов женится на Сауле (Гульнара Дусматова).
Афганские пограничники за денежное вознаграждение предоставляют съёмочной группе для сопровождения джип с охраной и своего водителя. По мере продвижения в глубь территории Афганистана, съёмочная группа сопровождаемая Аюмовым встречается с подразделением из состава американских войск. В ходе продвижения вдоль плантации опийного мака их замечают моджахеды и устраивают на них засаду. В ходе неожиданной атаки моджахеды уничтожают джип сопровождения, убивают водителя-афганца. Аюмову удаётся скрытно выбраться из микроавтобуса через самодельный люк в полу. Воспользовавшись пистолетом переданным ему Тютиным он убивает нескольких моджахедов и схватывается врукопашную с их старшим. На помощь ему приходит Динара, убив саблей последнего моджахеда. Группа далее вынуждена следовать пешим ходом по горам. Аюмов ведёт их к тому месту, где они с Островским приняли свой неравный бой. Аюмов находит жилище старика-пастуха, который выходил его раненым. Съёмочная группа останавливается на ночлег у старика. Старик рассказывает Аюмову о том как подобрал тело Островского, подготовил его по мусульманским обычаям к погребению и похоронил его в горах. Аюмов просит передать ему то, что он нашёл на теле Островского. Старик отдаёт ему серёжку Сауле. Аюмов прощается с Андреем на его могиле. Найти могилу друга и являлось истинной целью, по которой Аюмов согласился вызваться проводником. Съёмочной группе удаётся вернуться в Казахстан. Аюмов отдаёт своей супруге — недостающую серёжку.

## Прототипы героев
- «Кара-Майор» — командир 177-го отдельного отряда специального назначения (177-й ооСпН) (2-й Мусульманский Батальон) Керимбаев Борис Тукенович.
- Аюмов Марат — Аюбаев Жумабек. Командир гранатомётной группы 4-й гранатомётной роты 177-го ооСпН. В ходе 6-й Панджшерской операции, после подрыва на мине лишился части ноги. По настоянию военно-врачебной комиссии подлежал комиссованнию по инвалидности с увольнением из рядов ВС СССР. Но благодаря собственной настойчивости был допущен к решающему экзамену — 25-километровый марш-бросок в полной экипировке с пулемётом. После сдачи экзамена был допущен к дальнейшей строевой службе. Подобный прецедент являлся исключительной редкостью в послевоенной истории ВС СССР. Капчагайский батальон
- В 1986 году в отряде проходил службу ст.сержант Островский Е. Некоторые факты его биографии были использованы в создании персонажа, сыгранного Денисом Никифоровым.

## Создание фильма
Арман Асенов, продюсер картины и исполнитель роли Кара-майора:

Как-то состоялся у меня разговор с Булатом Дарбековым, он тогда был начальником генерального штаба в Министерстве обороны. Я говорю, жалко в нашей армии нет таких героев, таких личностей. Хочется, чтобы наша молодежь, которая воспитывается на американских и российских боевиках, увидела своего героя, казахстанского. Через пару дней он перезвонил и рассказал про Жумабека Аюбаева, кавалера трех орденов Красной Звезды. История была такая же, как у Маресьева. Мы связались с вдовой Аюбаева, поговорили, записали все отправные точки, она дала нам газетные вырезки о его истории, его автобиографию, — и все это идеально ложилось под киносценарий. Самое обидное, даже в казахстанской армии про него почти никто ничего не знает. Если мы своих героев не будем показывать, то кто это сделает за нас?"

Егор Кончаловский отмечал, что это был его первый фильм, который он "снимал так, как хотелось".

### История названия фильма
У фильма было несколько рабочих названий — «Афганец», «Кара-майор», «Настоящий полковник»; в итоге было выбрано «Возвращение в „А“».
В период подготовки к съемкам создатели картины пересмотрели множество документальных фильмов о войне в Афганистане. В одном из них говорилось о закрытом заседании Политбюро под председательством Л. И. Брежнева, которое состоялось 12 декабря 1979 г. Помимо самого Брежнева, на нём присутствовали М. А. Суслов, Д. Ф. Устинов, К. У. Черненко, Ю. В. Андропов и другие. Именно тогда было принято окончательное решение о вводе войск в Афганистан, оформленное в виде секретного постановления ЦК КПСС № 176/125 с названием «К положению в „А“». Позднее этот документ был рассекречен.
Хотя в картине действие происходит на территории Казахстана, Таджикистана и Афганистана, все съемки проходили под Алма-Атой в Казахстане. Подразделения американских войск в Афганистане изображали военнослужащие миротворческого подразделения ВС РК «КазБат», в распоряжении которых имеются штатные для американской армии автомобили HMMWV и члены страйкбольных команд Алма-Аты 10th, GIMS.

## В ролях
| Актёр                            | Роль                                                        |
| -------------------------------- | ----------------------------------------------------------- |
| Сейдулла Молдаханов              | Марат Аюмов в наши дни                                      |
| Берик Айтжанов                   | Марат Аюмов в юности                                        |
| Денис Никифоров                  | Андрей Островский                                           |
| Иван Жидков                      | Алексей                                                     |
| Карлыгаш Мухамеджанова           | Динара                                                      |
| Андрей Шибаршин                  | Сергей                                                      |
| Аша Матай                        | Алия                                                        |
| Фархат Абдраимов                 | продюсер                                                    |
| Гульнара Дусматова               | Сауле в наши дни                                            |
| Жанель Бейсекожаева (Макажанова) | Сауле в юности                                              |
| Наталья Аринбасарова             | бабушка Марата Аюмова                                       |
| Мухаммад-Али                     | Носир                                                       |
| Гоша Куценко                     | полковник-лётчик                                            |
| Арман Асенов                     | Кара-майор                                                  |
| Сергей Векслер                   | Тютин                                                       |
| Андрей Смоляков                  | врач военной комиссии                                       |
| Григорий Антипенко               | военврач                                                    |
| Любомирас Лауцявичюс             | преподаватель по стрелковому оружию Римас Карлович Вайчюнас |
| Даурен Сергазин                  | Аблай                                                       |
| Нурулло Абдулло                  | старик-пастух                                               |
| Вадим Цаллати                    | Талиб                                                       |

## Съёмочная группа
- Авторы сценария — Владимир Моисеенко, Александр Новотоцкий-Власов
- Режиссёр-постановщик — Егор Михалков-Кончаловский
- Оператор-постановщик — Антон Антонов
- Художник-постановщик — Рустам Одинаев
- Композитор — Виктор Сологуб

### Консультанты
- Главный военный консультант — генерал-полковник С. А. Жасузаков
- Консультант — полковник Б. Т. Керимбаев (Кара-майор)